# Oppenroth
Oppenroth ist ein Gemeindeteil der Gemeinde Weißdorf im Landkreis Hof (Oberfranken, Bayern).  Oppenroth liegt in der Gemarkung Bug.

## Geographie
Östlich des Weilers befindet sich auf dem bewaldeten Hügel Hag die Burgruine Uprode. Es gibt dort auch einen Gneisfelsen, der als Geotop ausgezeichnet ist. Ein Anliegerweg führt zur Bundesstraße 289 (0,9 km südlich).

## Geschichte
Oppenroth ist älter als die Burg, der Ort wurde in Urkunden als Alt-Uprode bezeichnet. Vielleicht ist der Turmhügel Hinterer Buberg als Vorgängerbau anzusehen, er kann siedlungsgeschichtlich aber auch zu Bug gehört haben. Unterhalb des Orts ist die Wüstung Sa(a)ldorf überliefert. Zahlreiche Grenzsteine markieren die Grenzverläufe des Rittergutes Bug und des Rittergutes Weißdorf. Ein Grenzstein bezieht sich auf die Familie Schönburg in Schwarzenbach an der Saale.
Gegen Ende des 18. Jahrhunderts bestand Oppenroth aus 9 Anwesen (1 Hof, 1 Halbhof, 6 Gütlein, 1 Tropfhaus). Die Hochgerichtsbarkeit stand dem bayreuthischen Stadtrichteramt Münchberg zu. Die Dorf- und Gemeindeherrschaft sowie die Grundherrschaft über sämtliche Anwesen hatte das vogtländische Rittergut Bug.
Von 1797 bis 1810 unterstand Oppenroth dem Justiz- und Kammeramt Münchberg. Infolge des Ersten Gemeindeedikts wurde Oppenroth dem 1812 gebildeten Steuerdistrikt Weißdorf und der zugleich entstandenen  Ruralgemeinde Weißdorf zugewiesen. 1827 kam der Ort zur neu gebildeten Ruralgemeinde  Bug. 1938 wurde diese nach Weißdorf eingemeindet.

### Baudenkmäler
- Burgruine Uprode[10]
- Haus Nr. 9: Wohnstallhaus[10]

### Einwohnerentwicklung
| Jahr      | 1799   | 1812  | 1819   | 1861   | 1871   | 1885   | 1900   | 1925   | 1950   | 1961   | 1970   | 1987  |
| Einwohner | 31     | 58    | 57     | 78     | 71     | 50     | 47     | 41     | 54     | 40     | 31     | 17    |
| Häuser    | 8      | 9     |        |        |        | 9      | 9      | 9      | 9      | 9      |        | 9     |
| Quelle    | [ 12 ] | [ 8 ] | [ 13 ] | [ 14 ] | [ 15 ] | [ 16 ] | [ 17 ] | [ 18 ] | [ 19 ] | [ 20 ] | [ 21 ] | [ 1 ] |

## Religion
Oppenroth ist bis heute nach St. Maria (Weißdorf) gepfarrt und seit der Reformation evangelisch-lutherisch geprägt.

## Sonstiges
Der Schwarzenbacher Landschaftsmaler Anton Richter fertigte Bilder des Ortes und seiner Umgebung.